# William S. Burroughs
William Seward Burroughs II, più noto come William S. Burroughs ([ˈbʌroʊz]; Saint Louis, 5 febbraio 1914 – Lawrence, 2 agosto 1997), è stato uno scrittore, saggista e pittore statunitense, tra i massimi del secondo Novecento.
Ispiratore della Beat generation, ma dalla vastissima influenza anche sui movimenti letterari successivi e finanche nel campo della fantascienza, Burroughs scrisse diciotto romanzi, sei raccolte di racconti e quattro raccolte di versi. Cinque sono inoltre i libri pubblicati che raccolgono interviste o corrispondenze. Apparve inoltre in vari film e collaborò con numerosi musicisti e performer. Tra le molte innovazioni portate da Burroughs all'arte narrativa, spicca in particolare l'invenzione della tecnica del cut-up, con cui scrisse romanzi come Nova express e Il biglietto che esplose. È noto soprattutto per il suo capolavoro Pasto nudo che, al contrario di quanto si pensi, non è stato elaborato tramite la tecnica del cut-up succitata. Si tratta bensì di una selezione di scritti che furono trovati da Ginsberg e Kerouac quando Burroughs fu rintracciato a Tangeri in stato confusionale a causa delle droghe.

## Biografia
("Les voleurs", in La scrittura creativa, 1994, SugarCo, Varese, pag. 83)

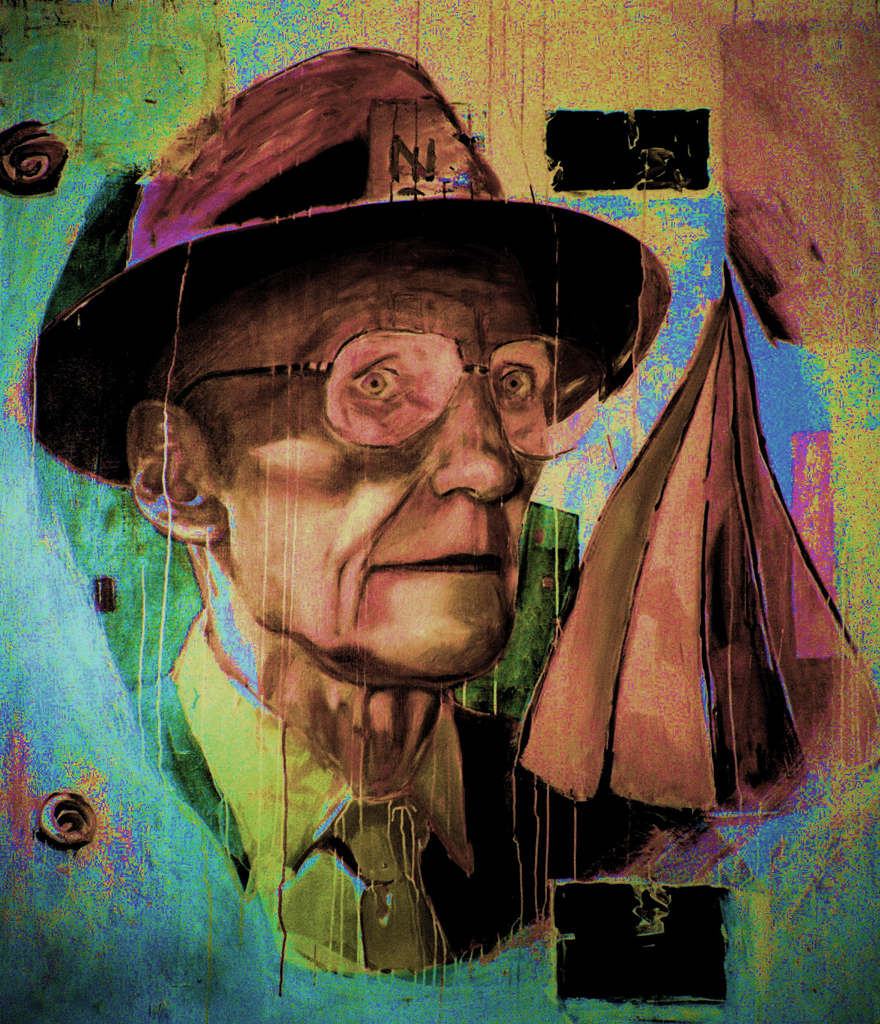
Ritratto dello scrittore (olio su tela)

Pecora nera di una famiglia benestante, nota per la produzione di calcolatrici meccaniche (il nonno di Burroughs inventò la prima addizionatrice scrivente), cominciò a scrivere i primi versi in età adolescenziale. Nel 1932 entrò alla Harvard University, studiando dapprima letteratura inglese e poi antropologia come specializzazione. In seguito, entrò all'università di economia e scienze internazionali a Vienna. Dopo la laurea, i suoi genitori decisero di sostenerlo economicamente, nella speranza che prima o poi trasformasse quell'importante carriera accademica in un impegno professionale di prestigio e anche perché la lontananza di quel figlio omosessuale evitava molti imbarazzi alla famiglia. Burroughs, liberatosi da regole e imposizioni, dedicò l'intera esistenza alle più svariate sperimentazioni, droghe incluse, ma solo in poche righe, sparse qua e là nella sua opera, trapela il dolore per una famiglia che lo riteneva scomodo.
Mai economicamente abbandonato dai genitori, che lo mantennero per quasi tutta la vita, ebbe sempre rapporti "cordiali" sia con la madre, Laura Lee, sia con il padre Mortimer e il fratello maggiore Mortimer II. Non lavorò mai 
davvero e uno dei suoi impieghi che durò più a lungo, sei mesi, fu lo "sterminatore", cioè il disinfestatore. La famiglia conosceva la sua tossicodipendenza e la tollerò sempre, seppure a malincuore. Nel 1939 si amputò con una cesoia da giardino l'ultima falange del mignolo sinistro come "parte di un rituale di iniziazione indiano" e lo mostrò al proprio analista che lo fece internare. La droga e i disturbi mentali lo tormenteranno per tutta la vita. In seguito si trasferì a Chicago, a New Orleans e a Parigi dove ebbe una relazione con Ian Sommerville.
La famiglia ebbe dissesti e le azioni della Burroughs finirono presto nelle tasche del socio del nonno. A Laura e Mortimer restarono una piccola rendita e un negozio di articoli da regalo. Fu scartato dall'esercito e dalla marina militare nel 1942. Nel 1943 si trasferì a New York e conobbe Allen Ginsberg, noto poeta della Beat Generation, con il quale ebbe anche una lunga relazione, divenendo amico anche di Neal Cassady e Jack Kerouac, che, ammirandone la genialità, lo elessero loro padre spirituale. Divenne schiavo della droga, problema che lo accompagnerà per il resto della vita, influenzando molto i suoi scritti. Molti dei suoi lavori sono autobiografici e parlano delle sue esperienze tossiche vissute a Città del Messico, Londra, Parigi, Berlino, nel Sud America e a Tangeri in Marocco.
Stando a La scimmia sulla schiena, nel 1944-45 fece la prima conoscenza con fialette di morfina, e dopo qualche mese divenne tossicodipendente. Cominciò a comprare morfina ed eroina con ricette mediche (all'epoca queste droghe erano vendute legalmente nelle farmacie), o al mercato nero. A volte, per mantenersi con la droga, fece il rapinatore e lo spacciatore. Perso il sostegno familiare, lavorò prima come barista, poi come operaio, finché a New York si improvvisò reporter e giornalista, ma finì anche con lo stringere rapporti con criminali.
Nonostante fosse omosessuale (secondo altri bisessuale), si sposò due volte: la prima in Croazia con Ilse Kappler, una ragazza ebrea, solo per farle ottenere il visto per gli Stati Uniti, e la seconda volta con un'amica, Joan Vollmer, con la quale condivideva la passione per le droghe, e con la quale ebbe un figlio, William Seward Burroughs III (1947-1981). Con Joan lasciò New York per fermarsi a Città del Messico dove scrisse il suo primo romanzo La scimmia sulla schiena (Junkie). Mandò i capitoli del libro per posta a Ginsberg, il quale lo fece pubblicare da una casa editrice dello zio di Carl Salomon cui aveva dedicato Urlo (The Howl), dopo averlo conosciuto durante un ricovero in un ospedale psichiatrico.
La parentesi messicana si concluse, però, in tragedia: nel tentativo di imitare Guglielmo Tell, usando una pistola invece di arco e freccia per colpire un bicchiere di cognac al posto della mela, sparò e uccise accidentalmente la moglie, alla presenza di un amico. Probabilmente fu il tentativo di questi di fermare la mano di Burroughs, ottimo tiratore, per evitare che "spargesse vetro" e la padrona di casa li cacciasse, a far sì che lo scrittore colpisse involontariamente alla tempia Joan, che morì dopo alcune ore di coma. Questo episodio, mai del tutto chiarito fino in fondo, lo ossessionò per tutta la vita e fu il motivo che lo convinse a diventare uno scrittore; il figlio fu affidato ai genitori dello stesso Burroughs, mentre lui s'imbarcò in un viaggio che lo condusse a percorrere in lungo e in largo l'America Latina, fino a raggiungere l'Africa e fermarsi a Tangeri, in Marocco. Molti critici si chiedono ancora oggi per quali motivi non fosse stato condannato per uxoricidio, ma solo per omicidio colposo, in contumacia, a due anni mai scontati (dietro un'ingente cauzione, e probabilmente una tangente, pagate dalla famiglia che aveva inviato un avvocato di fiducia, le autorità messicane lo scarcerarono dopo poco, e Burroughs - appurato che lo Stato della Louisiana non aveva emesso alcun mandato di cattura per traffico di droga come aveva temuto - tornò subito negli Stati Uniti per poi ripartire). Sia lo scrittore sia la moglie erano ubriachi al momento del fatto, e l'idea di porsi un bicchiere sulla testa era venuta a lei; il giudice messicano, forse corrotto dal denaro dei Burroughs, emise un verdetto in cui parlò di colpo partito accidentalmente mentre lui puliva la pistola.
A Tangeri fu raggiunto da Kerouac e Ginsberg, che lo ritrovarono sommerso di fogli e frammenti di carta, sui quali lo scrittore annotava pensieri sconnessi e deliranti, ma senza mai avere pentimenti o rimorsi. Kerouac e Ginsberg lo convinsero a riordinare questi scritti e fu così che nacque Pasto nudo (Naked Lunch), pubblicato solo nel 1959, il romanzo che lo rese una celebrità. Dopo un periodo a Tangeri, si spostò in Europa, a Parigi, dove iniziò la convivenza e la relazione con Brion Gysin, scrittore e pittore, e seguitò nella ricerca e nella realizzazione di altri esperimenti letterari di cut-up, dai quali presero origine i testi The Soft Machine, The Ticket That Exploded, Nova Express. La sua opera letteraria si concluse nel 1994 con My Education: A Book of Dream, che precede di tre anni la morte, avvenuta a 83 anni, smentendo quanti avevano affermato che la sua vita "dissoluta" lo avrebbe condotto a una rapida fine.
Così Jack Kerouac parla dell'amico William Burroughs (Old Bull Lee), nel suo capolavoro Sulla strada: "Ci vorrebbe una notte intera per raccontare di Old Bull Lee; per adesso diciamo solo che faceva l'insegnante, e a buon diritto, si può dire, perché passava tutto il tempo a imparare; le cose che imparava erano quelle che considerava e chiamava "i fatti della vita"; le imparava non solo per necessità, ma per scelta. Aveva trascinato quel suo corpo lungo e sottile in giro per tutti gli Stati Uniti, e in gran parte dell'Europa e del Nord-Africa, ai suoi tempi, solo per vedere cosa succedeva; negli anni Trenta aveva sposato una contessa russa in esilio solo per strapparla ai nazisti. [...] Faceva tutte queste cose solo per sperimentarle. Ora si dedicava allo studio della tossicodipendenza. [...] Passava lunghe ore coi libri di Shakespeare in grembo; il "Bardo Immortale", lo chiamava. A New Orleans aveva cominciato a passare lunghe ore in compagnia dei codici Maya, e anche quando parlava con gli amici teneva il libro aperto in grembo. Una volta avevo detto: "Cosa ci succederà quando moriremo?", e lui aveva risposto: "Quando si muore si muore, ecco tutto". [...] Bull aveva un debole sentimentale per l'America dei vecchi tempi, soprattutto degli anni Dieci, quando [...] il Paese era selvaggio, rissoso e libero, libertà di ogni genere in abbondanza per tutti. La cosa che odiava di più era la burocrazia di Washington; subito dopo venivano i progressisti; poi i poliziotti. Passava il tempo a parlare e a insegnare agli altri. Jane sedeva ai suoi piedi; io anche; e anche Dean (Neal Cassady, ndr); e in passato anche Carlo Marx (Allen Ginsberg, ndr). Avevamo tutti imparato da lui."
Divenne celebre grazie al suo primo romanzo La scimmia sulla schiena, pubblicato nel 1953, che ottenne successo e lo rese uno scrittore famoso. La sua opera rinomata rimane però Pasto nudo. Pubblicato per la prima volta in Francia nel 1959, è uno scritto controverso che fu il primo volume di una tetralogia, che prosegue con la trilogia The Nova Trilogy (1961-64). La maggior parte delle prime opere di Burroughs sono semi-autobiografiche e ispirate alle sue esperienze legate all'uso di droghe e alla dipendenza da oppiacei, una condizione che marcò gli ultimi cinquanta anni della sua vita. Successivamente si spostò su temi a un tempo avventurosi e metafisici. Legato alla Beat Generation, ma per sua ammissione molto lontano dalla realtà dei beatnik o hippie ("Io i fiori ai poliziotti li lancerei, ma con tutto il vaso e la terra", disse una volta), fu un autore d'avanguardia che influenzò la cultura di massa e la letteratura.
Burroughs viene spesso citato come scrittore di fantascienza vicino ad autori come J. G. Ballard, in un filone che non usa lo spazio esterno ma lo spazio interno dell'uomo: gli esseri umani che agli occhi visionari di Burroughs diventano mutanti, le città che si trasformano in paesaggi metafisici, la percezione di forze occulte. Nel 1983 Burroughs ottenne la nomina dell'American Academy of Arts and Letters e nel 1984 il riconoscimento dell'Ordre des Arts et des Lettres dalla Francia. J. G. Ballard lo definì "il più importante scrittore emerso dopo la seconda guerra mondiale", mentre Norman Mailer lo dichiarò "l'unico scrittore americano che può meritarsi l'appellativo di genio". William Burroughs morì nel 1997 nella sua casa di Lawrence, in Kansas, a causa di un infarto.

## Altre attività
- Ha partecipato come attore ai film Chappaqua di Conrad Rooks (1966), Decoder di Klaus Maeck (1984) e Drugstore Cowboy di Gus Van Sant (1989); in quest'ultimo film interpreta un ex prete tossicodipendente.
- Ha partecipato al videoclip di Election Day degli Arcadia[13], in una scena in cui, seduto al buio vicino ad una scalinata, tira un cristallo numerato sul pavimento e viene illuminato con una torcia da Nick Rhodes.
- Ha partecipato al videoclip Last Night on Earth degli U2: nella scena finale si vede Burroughs che chiude gli occhi. Il videoclip fu girato pochi giorni prima che Burroughs venisse colto dall'attacco cardiaco che lo uccise.
- L'interesse di William S. Burroughs per la magia (in particolare per la magia del caos) lo indurrà nel 1993 all'iniziazione presso l'organizzazione IOT (Illuminati di Thanateros), fondata nel 1978 da Ray Sherwin e Peter J. Carroll.[14]
- Ha partecipato, prestando la sua voce a Sharkey's Night, un brano dell'album Mister Heartbreak (del 1984) di Laurie Anderson.

## Influenza nella musica
Il nome del gruppo rock psichedelico Thin White Rope fu ispirato da una metafora usata dallo scrittore per definire il liquido seminale maschile.
Il gruppo musicale inglese Soft Machine prese il nome dal romanzo La macchina morbida.
La canzone The Wild Boys dei Duran Duran è deliberatamente ispirata al suo romanzo del 1971, dal quale il regista Russell Mulcahy intendeva trarre un film. Mulcahy creò l'omonimo videoclip – per la cifra-record di un milione di sterline dell'epoca – nel tentativo di illustrare le sue idee; ma il film, ancor più ambizioso e costoso, restò irrealizzato. Burroughs finì poi col figurare in un cameo di sette secondi con gli Arcadia, progetto collaterale di alcuni membri del gruppo.
Nel 1992 Kurt Cobain dei Nirvana chiese a Burroughs, di cui era grande fan, di interpretare la parte dell'uomo anziano nel videoclip del loro singolo Heart Shaped Box, ma Burroughs declinò la proposta. Nonostante ciò i due registrarono poco dopo insieme il disco The "Priest" They Called Him.
Nel 1992 invece è l'italiano Faust'O, al secolo Fausto Rossi, a omaggiare Burroughs con il brano Morbide macchine, in cui collabora come autrice Laura Valente.

## Opere

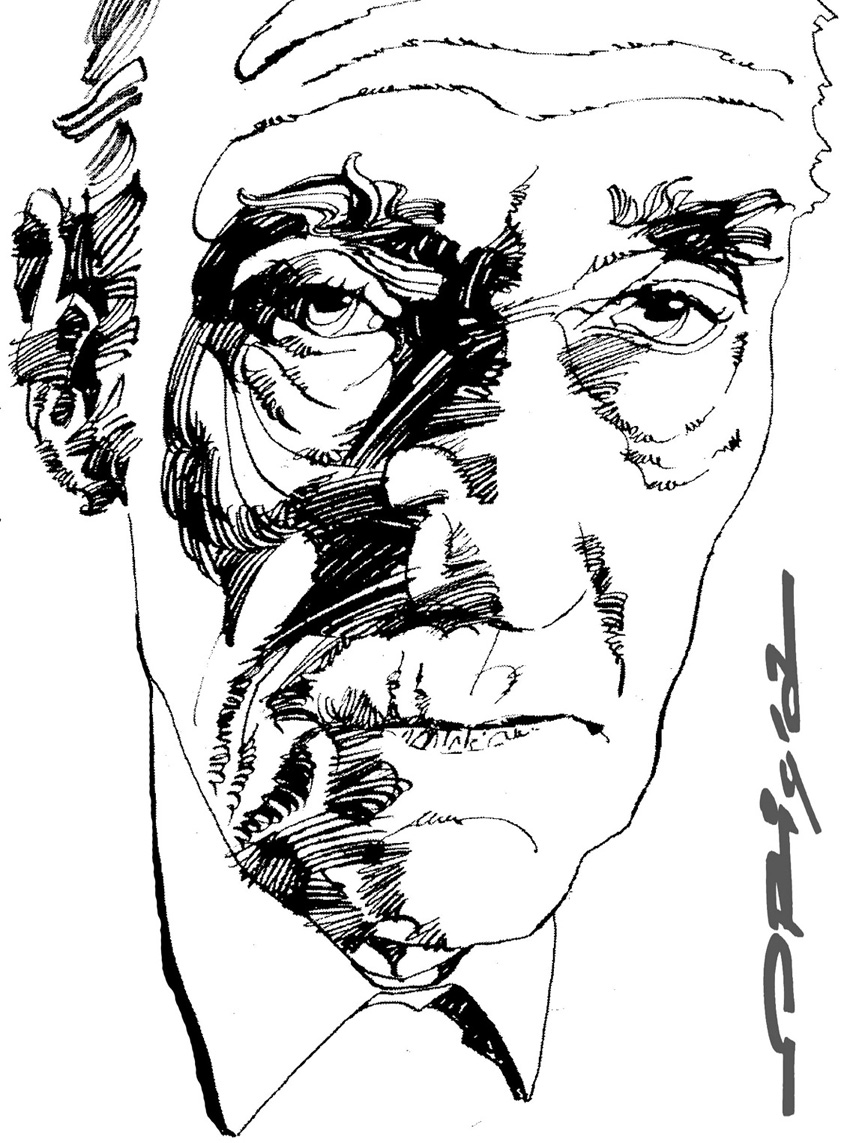
William S. Burroughs, ritratto a penna di Graziano Origa

### Romanzi
- E gli ippopotami si sono lessati nelle loro vasche, (1945; ma postumo 2008), con Jack Kerouac
- La scimmia sulla schiena[15] (Junkie, 1953)
- Checca[16] (Queer, 1951-1953; pubblicato nel 1985)
- Pasto nudo (1959)
- La macchina morbida (1961)
- Il biglietto che esplose (1962)
- Dead Fingers Talk (1963)
- Nova Express (1964)
- Le ultime parole di Dutch Schultz (1970)
- Ragazzi selvaggi (1971)
- Porto dei santi (1973)
- Le città della notte rossa (1981)
- Strade morte (1983)
- Terre occidentali (1987)
- My Education: A Book of Dreams (1995)
- Last Words (2000)

### Racconti
- Valentine's Day Reading (1965)
- Time (1965)
- APO-33 (1966)
- The Dead Star (1969)
- Ali's Smile (1971)
- Mayfair Academy Series More or Less (1973)
- White Subway (1973)
- Exterminator! (1973)
- The Book of Breething (1974)
- Snack... (1975)
- Cobble Stone Gardens (1976)
- Blade Runner, un film (1979)
- Dr. Benway (1979)
- Die Alten Filme (1979)
- Streets of Chance (1981)
- Early Routines (1981)
- Sinki's Sauna (1982)
- Ruski (1984)
- The Four Horsemen of the Apocalypse (1984)
- Il gatto in noi (The Cat Inside, 1986)
- The Whole Tamale (1987-1988)
- Interzone (1987)
- Tornado Alley (1989)
- La febbre del ragno rosso (Ghost of Chance, 1991)
- Seven Deadly Sins (1992)
- Paper Cloud; Thick Pages (1992)

### Saggi
- Roosevelt After Inauguration and Other Atrocities (1965)
- The Job: Interviews with William S. Burroughs (1969)
- Jack Kerouac (1970)
- The Electronic Revolution (1971)
- The Retreat Diaries (1976)
- Ali's Smile: Naked Scientology (1978)
- La calcolatrice meccanica (The Adding Machine: Collected Essays, 1985)

### Varie
- Letter from a Master Addict to Dangerous Drugs, British Journal of Addiction, Vol. 53, No. 2, August 3rd, 1956 (1956)
- Letters to Allen Ginsberg (1953-1957)
- The Burroughs File (1984)
- Uncommon Quotes Vol. 1 (1989)
- Selected Letters (1993)
- Burroughs Live: The Collected Interviews of William S. Burroughs (1960-1997)
- Il mio passato è un fiume malvagio. Lettere 1946-1973 (include: The Letters of William S. Burroughs (1945-1959), 1993, e Rub Out The Words: The Letters of William S. Burroughs 1959-1974, 2012)
- Word Virus: The William Burroughs Reader (1998)